# Telesforas Valius
Telesforas Valius (* 10. Juli 1914 in Riga; † 1. Dezember 1977 in Mississauga) war ein litauischer Grafiker, der ab 1949 im kanadischen Exil tätig war.

## Leben
Telesforas Valius wurde am 10. Juli 1914 in Riga, das zum Russischen Kaiserreich gehörte, geboren. Er war das jüngste Kind einer litauischen Familie aus bescheidenen Verhältnissen. 1918, kurz nach dem Ende des Ersten Weltkriegs, kehrte die Familie nach Litauen zurück und ließ sich in Telsiai nieder. Dort besuchte Valius sowohl die Grund- als auch die weiterführende Schule. Angeregt durch seinen Kunstlehrer trat er 1931 in die Kunstschule in Kaunas ein, die seit 1922 die einzige Kunsthochschule in Litauen war. Im Rahmen seines Studiums, das er 1937 beendete, spezialisierte Valius sich auf Druckgraphik. 1937 unternahm er zudem eine kurze Reise nach Paris, wo er sich mit der Technik des japanischen Farbholzschnittes auseinandersetzte.
Bereits 1934 begann Valius in einer Textilfirma in Kaunas zu arbeiten. Nach dem Abschluss seines Studiums 1937 setzte er seine Arbeit dort fort, wobei er insbesondere für Drucke im Siebdruck-Verfahren zuständig war. Nachdem 1942 die Kunstakademie Vilnius eingerichtet worden war, wurde Valius dort Lehrer und Vorsitzender der Abteilung für Druckgraphik. Im folgenden Jahr kehrte er nach Telsiai zurück, wo er Direktor des Samogitian-Theaters wurde und an diesem zudem künstlerische Tätigkeiten erfüllte. Zwischen 1937 und 1944 stellte Valius regelmäßig mit der Litauischen Kunstgesellschaft in den Räumlichkeiten des Vytautas-Magnus-Militärmuseum in Kaunas und im Šiauliai Aušros Museum in Siauliai, im Alka Museum in Telsiai und in der Litauischen Kunstausstellung im Kunstmuseum Vilnius aus.
Ende Oktober 1944 siedelte Valius nach Wien über, wo er am 25. Dezember dieses Jahres Aldona Miciulyte heiratete. Das Paar ließ sich dann in Lustenau nieder. Im September 1945 veröffentlichte Valius eine Sammlung seiner Drucke. Im folgenden Jahr erhielt er den Ruf an die École des Arts et Métiers in Freiburg im Breisgau, wo er bis 1949 als Vorsitzender der Abteilung für Druckgraphik tätig war. 1946 bis 1949 war er in zahlreichen Ausstellung von Exilkünstlern vertreten: So zeigte er 1946 Werke in der Kunstausstellung im Vorarlberg lebender ausländischer Künstler in Bregenz und der Kunstausstellung ausländischer Künstler in Innsbruck. Im selben Jahr war er in der Ausstellung Kunst und Arbeit für Displaced Persons in Baden-Baden und in der Ausstellung exilierter baltischer Künstler in Schongau vertreten. Im folgenden Jahr wurden Werke von Valius in der World's YMCA/YWCA Art Exhibition from the Baltic States in Oldenburg und World's YMCA/YWCA Exiled Artists' Exhibition in Paris gezeigt. Ebenfalls 1947 war er Teil der Schau Zeitgenössischer litauischer Holzschnitt in Freiburg und der Baltischen und ukrainischen Kunstausstellung in Nürnberg. 1948 und 1949 war er an Wanderausstellungen von Exilkünstlern, unter anderem organisiert von der Internationalen Flüchtlingsorganisation, beteiligt. In Freiburg zeigte er 1949 Werke in der Ausstellung des litauischen Instituts für bildende Kunst, die im Augustinermuseum stattfand.
Im März 1949 emigrierte Valius nach Kanada, wo die Familie erst in der Nähe von Montreal lebte, bevor sie sich im September dieses Jahres in Toronto niederließ. Im Jahr 1955 wurde er kanadischer Staatsbürger. In Toronto lehrte Valius im Verlauf seiner Karriere Druckgraphik an der Central Technical School, der Western Technical Commercial School, am Winston Churchill Collegiate und an der University of Toronto. Er wirkte als ein bedeutender Vertreter der Druckgraphik in Kanada. Er stellte kontinuierlich in Kanada und den Vereinigten Staaten von Amerika aus. Anfangs auch insbesondere im Kontext seines Status als litauischer Emigrant: So zeigte er 1951 Werke im Rahmen der durch Kanada tourenden Wanderausstellung Paintings by New Canadians und 1952/53 in dem Schau Four New Canadians Graphic Art Exhibition. Mehrmals beteiligte er sich an Ausstellungen, die vom Lithuanian Institute of Fine Arts organisiert wurden. 
1973 wurde eine von Valius entworfene Skulptur vor dem Winston Churchill Collegiate errichtet, die als dünne, durchbrochene Stahlplatte an einen Holzschnitt erinnert. Die 4,6 Meter hohe und 3,2 Meter breite Skulptur zeigt das College und Karikaturen des Campuslebens. Am 1. Dezember 1977 starb Valius an Bauchspeicheldrüsenkrebs in Mississauga, wo er auch begraben wurde. 

## Werk
Das Frühwerk von Valius aus den Jahren 1937 bis 1956 umfasst vor allem Holzstiche und Linolschnitte. In Folge mehrerer Reisen nach Paris begann er Farbe in seinen Drucken zu benutzen und entwickelte zudem eine abstraktere Bildsprache.
Werke von Valius finden sich unter anderem in der London Regional Art Gallery in London, Ontario, im Art Institute of Ontario in Toronto, in der Art Gallery of Hamilton in Hamilton, Ontario, in der Montreal Gallery of Fine Arts sowie der Sir George Williams University in Montreal. In den Vereinigten Staaten besitzen beispielsweise das Philadelphia Museum of Art in Philadelphia und die Ciurlionis Lithuanian Art Gallery in Chicago Arbeiten des Künstlers. In Litauen ist er im Nationalen Mikalojus-Konstantinas-Čiurlionis-Kunstmuseum in Kaunaus sowie der Nationalgalerie Vilnius und der Sammlung der Kunstakademie Vilnius vertreten.